# Roman Zamulin
Roman Aleksandrowicz Zamulin ros. Рома́н Алекса́ндрович Заму́лин (ur. 18 kwietnia 1984) – rosyjski seryjny morderca, który od września do listopada 2006 roku zgwałcił i zamordował w Jekaterynburgu 6 kobiet.
Roman Zamulin był kierowcą w jednostce wojskowej położonej w Pierwouralsku, 25 kilometrów od Jekaterynburga. Miał stopień chorążego, a u przełożonych posiadał wzorową opinię. Nocami dorabiał nielegalnie, podwożąc ludzi wracających z barów i klubów nocnych. Tuż przed serią morderstw, od Zamulina odeszła narzeczona, z którą był w związku przez 2 lata. Powodem rozstania miały być niskie zarobki mężczyzny. Wydarzenie to wywołało w nim nienawiść do kobiet. 
Jego ofiarami padły młode kobiety, które poprosiły go o podwiezienie. Mężczyzna wzbudzał zaufanie kobiet, gdyż zawsze ubrany był w wojskowy mundur, a na desce rozdzielczej jego Łady 2106, była zawieszona wojskowa legitymacja. Gdy Zamulin znajdował ustronne miejsce, zatrzymywał się i zaczynał dusić kobiety, a następnie gwałcić. Po zbrodni, zwłoki porzucał nieopodal obwodnicy Jekaterynburga, która prowadziła do jednostki, w której pełnił służbę.  
Zamulin wpadł po szóstym, ostatnim morderstwie, którego ofiarą była Marina Dektarenko. Kamery monitoringu zarejestrowały jak Dektarenko wychodzi z klubu nocnego i wsiada do białej Łady. Zwłoki kobiety odnaleziono dwa dni później. W kolejnych dniach namierzono telefon ofiary, który Zamulin sprzedał swojemu krewnemu; krewny wskazał Zamulina milicji. Po jego aresztowaniu, okazało się, że Zamulin jeździ Ładą 2106, podobną do tej, zarejestrowanej przez monitoring, natomiast w jego mieszkaniu odkryto przedmioty należące do ofiar. Zamulin przyznał się do winy, dopiero gdy śledczy wmówili mu, że moment morderstwa Dektarenko został zarejestrowany przez kamery miejskiego monitoringu. Wówczas, przyznał się też do pozostałych morderstw. 
24 grudnia 2007 roku, Roman Zamulin został skazany na dożywocie.

## Ofiary
| Lp. | Ofiara              | Data                 |
| --- | ------------------- | -------------------- |
| 1.  | Jelena Mingalewa    | 16 września 2006     |
| 2.  | Irina Titowa        | 28 września 2006     |
| 3.  | Natalja Jabłońska   | 10 października 2006 |
| 4.  | Irina Szeremietiewa | 13 października 2006 |
| 5.  | Irina Czaszczykina  | 27 października 2006 |
| 6.  | Marina Dektarenko   | 4 listopada 2006     |